# Amora'im
Amora'im nebo amoraité (aramejsky אמוראים‎, amora'im) (z důvodu možné záměny se starověkými národy Emorejci/Amorejci je někdy lepší používat hebrejský, resp. aramejský tvar) znamená dosl. říkající a vztahuje se k rabínským učencům, kteří se podíleli svými výroky na kompilaci a obsahu gemary.

## Amora'im v Izraeli
Zatímco jejich předchůdci tana'im působili pouze v Izraeli, amora'im působili již jak v Izraeli, tak v Babylónii. Babylónští amora'im nakonec své izraelské souputníky překonali co do tvorby, i když se tak stalo především díky výhodnějším podmínkám, které babylónští učenci měli, neboť Mezopotámie od dob Trajána nebyla pod římskou nadvládou a nikdy se již pod ni nedostala. Naproti tomu situace v Izraeli byla velmi napjatá a po dvou nezdařených povstáních byl stav židovského obyvatelstva velmi neutěšený. Tvrdou ranou izraelskému židovstvu byl i nástup křesťanství po roce 313, které bylo stále více náboženstvím Nežidů, na Blízkém východě především Řeků, kteří se Židy přátelské vztahy příliš nepěstovali. Díky tomu končí období amora'im a tím i práce na gemaře v Izraeli již během 4. století. Kolem roku 400 jsou již práce na Jeruzalémském talmudu uzavřeny.

## Amora'im v Babylónii

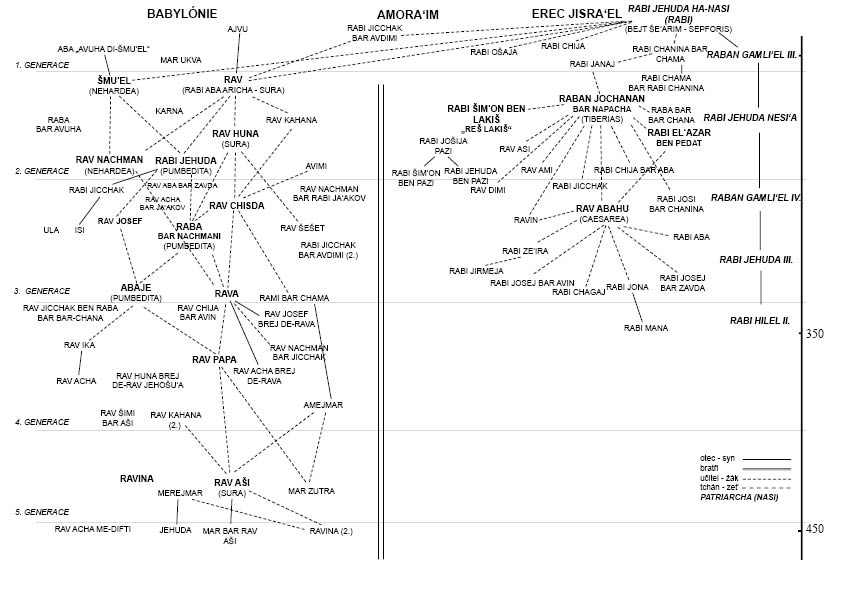
Jednotlivé generace amoraitů

V babylónských městech byla situace zcela jiná. Až na občasné excesy ze strany perských panovníků mohli Židé žít v Babylónii v mnohem větším pohodlí než jejich západní souvěrci. Babylónie byla centrem židovské náboženské a kulturní tradice až do 9. století, kdy se centrum židovské učenosti začalo stěhovat na západ. Amora'im dělíme do generací, určité zdroje uvádí pět až osm generací (záleží vesměs na způsobu dělení posledních tří generací, které jsou někdy spojovány v jednu či pouze ve dvě). Období poslední generace amora'im v Babylónii začíná okolo r. 450 a končí rokem 500, kdy byl podle tradice uzavřen Babylónský talmud. Na dodatcích a redakci textu gemary pracovali další generace učenců, známí jako savoraité.